# الفيدمي (المهرة)

تعديل مصدري - تعديل

الفيدمي هي إحدى قرى عزلة الفيدمي بمديرية الغيظة التابعة لمحافظة المهرة، بلغ تعداد سكانها 891 نسمة حسب تعداد اليمن لعام 2004.